# Farchad Chajtbajew
Farchad Chajtbajew (kirg. Фархад Хайтбаев; ur. 30 grudnia 1970, Kirgiska SRR) – kirgiski piłkarz, grający na pozycji pomocnika, reprezentant Kirgistanu.

## Kariera piłkarska
W 1994 rozpoczął występować w klubie KWT Chimik Karabałta. W 1995 bronił barw klubu Kant-Oil Kant, ale po tym jak klub został rozwiązany, powrócił do Chimika, który zmienił nazwę na KWT Dinamo. W 2000 został piłkarzem Polota Biszkek, ale ponownie wrócił do Karabałty, gdzie został piłkarzem klubu, który tym razem już nazywał się Bakaj i w którym zakończył karierę piłkarską.

### Kariera reprezentacyjna
Występował w reprezentacji Kirgistanu. Od 1997 łącznie rozegrał 17 spotkań i strzelił 3 bramki.

## Sukcesy

### Sukcesy klubowe
- mistrz Kirgistanu: 1995
- brązowy medalista Mistrzostw Kirgistanu: 2000